# 글로본
글로본(Globon Co. Ltd.)은 대한민국의 화장품 기업이다. 본사는 서울시 강남구 도산대로 331 (신사동)에 위치해 있으며 대표이사는 한상호이다. 2023년 한상호 대표가 200억원 가량에 회사를 매각하였다 2021년 그린사이언스를 인수하였다

## 사업
기초화장품, 마스크팩, 화장품 용기(튜브) 등을 제조·판매한다

## 역사
1986년 12월 20일 전경련 회원사 80개사가 공동출자하여 한국 최초의 벤처캐피탈로 설립되었으며
2008년 8월 한국창업투자에서 KTIC글로벌투자자문으로 
2010년 6월 SBI글로벌인베스트먼트으로
2013년 6월 베리타스인베스트먼트으로
2015년 현재의 상호로 변경하였다

## 상장
1992년에 코스닥 시장에 상장하였다.

## 논란
- 회사가 수년째 적자이지만 한 대표는 매년 수억원대의 연봉과 급여를 받고 회사로부터 받은 임차보증금 150억원으로 자신의 명의로 건물을 매입한 후 회사 본사를 이전하여 연간 9억6000만원씩 임차료를 회사로부터 받았다.[10]

## 참고문헌
1. ↑  글로본, 경영권 매각 결국 무산…소액주주 피해 어쩌나, 뉴시스, 2022년 12월 9일
2. ↑  ①‘5년 적자’ 글로본, 한상호 대표는 2배로 엑시트, 아시아경제, 2023년 7월 21일
3. ↑  김성훈, 글로본, 그린사이언스 지분 51% 인수…그린 에너지사업 탈바꿈, SBS비즈, 2021년 1월 6일
4. ↑  김필주, 글로본, 5년째 적자인데 대표는 고액연봉에 먹튀?!, NBN, 2022.11.24
5. ↑  이진철, 국내 1호 벤처캐피탈 한국창업투자 설립, 이데일리, 2015.12.05
6. ↑  전필수, 한국창업투자, KTIC글로벌로 상호변경, 머니투데이, 2008.08.07
7. ↑  권혜진, KTIC글로벌, SBI글로벌인베스트먼트로 사명 변경, 연합뉴스, 2010-06-25
8. ↑  고은지, 검찰 '리베이트' 혐의 베리타스인베스트먼트 압수수색, 연합뉴스, 2015-04-01
9. ↑  권태성, 베리타스, ‘글로본’으로 새출발…새 대표에 M&A 큰 손 한상호, 이투데이, 2015-12-29
10. ↑  글로본, 경영진 먹튀?...소액주주들 '분통', 뉴시스, 2022.11.22